# Bellman-Preis
Der Bellman-Preis (schwedisch Bellmanpriset) ist ein schwedischer Literaturpreis.
Der Preis ist nach dem schwedischen Nationaldichter Carl Michael Bellman benannt. Er wurde 1920 von Anders Zorn und seiner Frau Emma gestiftet und ist gegenwärtig (Stand 2023) mit 250.000 Kronen (22.866,55 Euro) dotiert. Die Schwedische Akademie will mit ihm jährlich „einen wirklich hervorragenden schwedischen Dichter“ (en verkligt framstående svensk skald) auszeichnen, was in der jüngeren Vergaberealität aber kaum noch eingehalten wird. Laut Testament der Stiftenden wurde der Preis Erik Axel Karlfeldt bis zu seinem Tod zugesprochen. Anschließend wurde er, ebenfalls auf Lebenszeit, Albert Engström verliehen. Unter den Preisträgern sind auch mehrere Vertreter der finnlandschwedischen Literatur.

## Preisträger
- 1920–1931 Erik Axel Karlfeldt
- 1932–1942 Albert Engström
- 1943 Bo Bergman
- 1944 Vilhelm Ekelund
- 1945 Pär Lagerkvist
- 1946 Sigfrid Siwertz
- 1947 Anders Österling
- 1948 Hjalmar Gullberg
- 1949 Bertil Malmberg
- 1950 Evert Taube
- 1951 Harry Martinson
- 1952 Erik Blomberg
- 1953 Gunnar Ekelöf
- 1954 Johannes Edfelt
- 1955 Nils Ferlin
- 1956 Rabbe Enckell
- 1957 Olof Lagercrantz
- 1958 Erik Lindegren
- 1959 Werner Aspenström
- 1960 Karl Vennberg
- 1961 Gunnar Ekelöf
- 1962 Harry Martinson
- 1963 Elsa Grave
- 1964 Artur Lundkvist
- 1965 Sven Alfons
- 1966 Bo Bergman, Tomas Tranströmer
- 1967 Gunnar Ekelöf, Östen Sjöstrand
- 1968 Lars Forssell
- 1969 Anders Österling
- 1970 Ebba Lindqvist
- 1971 Johannes Edfelt
- 1972 Stig Sjödin
- 1973 Sandro Key-Åberg
- 1974 Birger Norman
- 1975 Petter Bergman
- 1976 Maria Wine
- 1977 Karl Ragnar Gierow
- 1978 Bo Setterlind
- 1979 Göran Sonnevi
- 1980 Werner Aspenström
- 1981 Lars Forssell
- 1982 Artur Lundkvist
- 1983 Tobias Berggren
- 1984 Bengt Emil Johnson
- 1985 Kjell Espmark
- 1986 Solveig von Schoultz
- 1987 Ragnar Thoursie
- 1988 Lennart Sjögren
- 1989 Folke Isaksson
- 1990 Lars Gustafsson
- 1991 Ingemar Leckius
- 1992 Gunnar Harding
- 1993 Anna Rydstedt
- 1994 Katarina Frostenson
- 1995 Lars Lundkvist
- 1996 Lasse Söderberg
- 1997 Eva Runefelt
- 1998 Björner Torsson
- 1999 Bruno K. Öijer
- 2000 Jesper Svenbro
- 2001 Olle Adolphson
- 2002 Kristina Lugn
- 2003 Tua Forsström
- 2004 Gunnar D Hansson
- 2005 Eva Ström
- 2006 Stig Larsson
- 2007 Claes Andersson
- 2008 Arne Johnsson
- 2009 Ann Jäderlund
- 2010 Magnus William-Olsson (* 1960)
- 2011 Birgitta Lillpers (* 1958)
- 2012 Lars Norén (1944–2021)
- 2013 Eva-Stina Byggmästar (* 1967)
- 2014 Ingela Strandberg (* 1944)
- 2015 Barbro Lindgren (* 1937)
- 2016 Göran Sonnevi (* 1939)
- 2017 Lennart Sjögren (* 1930)
- 2018 Tua Forsström (* 1947)
- 2019 Gösta Ågren (1936–2020)
- 2020 Eva Runefelt (* 1953)
- 2021 Åsa Maria Kraft (* 1965)
- 2022 Jenny Tunedal (* 1973)
- 2023 Agneta Enckell (* 1957)[1]
- 2024 Nils-Åke Hasselmark (* 1934)